# Talsperre Playas
Die Talsperre Playas befindet sich im Departamento de Antioquia in Zentral-Kolumbien, 70 km östlich der Großstadt Medellín. Die Talsperre wurde zur Stromerzeugung errichtet. Betreiber der Anlage ist Empresas Públicas de Medellín (EPM).

## Talsperre
Die Talsperre staut den Río Guatapé knapp 10 km östlich der Kleinstadt San Rafael. Die Landstraße von San Rafael nach San Carlos führt an der Talsperre vorbei. Die Talsperre wurde Anfang der 2010er Jahre errichtet. Sie besteht aus einem 65 m hohen Erdschüttdamm. Das Mauervolumen beträgt 1,9 Millionen m³. Der Damm besitzt eine Kronenlänge von etwa 590 m. Am westlichen Ende befindet sich eine Hochwasserentlastungsanlage mit einer Schussrinne, die für einen Abfluss von 2800 m³/s ausgelegt ist.

## Stausee
Der stark verzweigte Stausee Playas (span. Embalse Playas oder Embalse de las Playas) besitzt eine maximale Wasserfläche von 737 ha. Das Stauziel liegt bei etwa 975 m. Das Speichervolumen liegt bei 69 Millionen m³. Der Río Guatapè, der zuvor das Wasser des Wasserkraftwerks Guatapé erhält, mündet in das westliche Ende des Stausees. Am nördlichen Seeufer gelangt das Wasser vom Wasserkraftwerk Jaguas, das wiederum das Wasser von der Talsperre San Lorenzo am Río Nare erhält, in den Stausee. Der mittlere Abfluss beträgt dadurch 113 m³/s. 9 km flussabwärts befindet sich das obere Ende des Punchiná-Stausees.

## Wasserkraftwerk
Das  Wasserkraftwerk Playas (span. Central Hidroeléctrica Playas) ist ein Kavernenkraftwerk. Es besteht aus 3 Einheiten. Jede Einheit besitzt eine vertikal-ausgerichtete Francis-Turbine mit einer Leistung von 68 MW. Die Fallhöhe beträgt 176 m. Die Ausbauwassermenge pro Turbine beträgt 42,1 m³/s, die Turbinen drehen sich mit einer Drehzahl von 360/min. Die durchschnittliche Jahresenergieproduktion beträgt 1370 GWh.